# Wisdom of the Crowd
Wisdom of the Crowd je americký dramatický televizní seriál, který premiérově vysílala stanice CBS od 1. října 2017 do 14. ledna 2018. Je založen na stejnojmenném izraelském seriálu od Shiri Hadad a Drora Mishaniho. Dne 27. listopadu 2017 se stanice CBS rozhodla seriál kvůli nízké sledovanosti a obvinění herce Jeremyho Pivena ze sexuálního napadení neprodloužit.

## Příběh
Technologický inovátor vyvine aplikaci k vyřešení vraždy své dcery. Způsobí tak revoluci v řešení kriminálních případů v San Franciscu.

## Obsazení

### Hlavní role
- Jeremy Piven jako Jeffrey Tanner[4]
- Richard T. Jones jako detektiv Tommy Cavanaugh[5]
- Blake Lee jako Josh Novak[6]
- Natalia Tena jako Sara Morton[7]
- Monica Potter jako Alex Hale[8]
- Jake Matthews jako Tariq Bakari[7]

### Vedlejší role
- Ramses Jimenez jako Carlos Ochoa
- Malachi Weir jako Mike Leigh
- Ion Overman jako Elena Ruiz
- Abigail Cowen jako Mia Tanner

## Seznam dílů
| Č. v seriálu | Původní název     | Režie           | Scénář                                                        | Premiéra v USA     |
| ------------ | ----------------- | --------------- | ------------------------------------------------------------- | ------------------ |
| 1            | Pilot             | Adam Davidson   | Ted Humphrey                                                  | 1. října 2017      |
| 2            | In the Wild       | Adam Davidson   | Ted Humphrey                                                  | 8. října 2017      |
| 3            | Machine Learning  | Jon Amiel       | Matthew Lau a Aiyanna White                                   | 15. října 2017     |
| 4            | User Bias         | Charles Beeson  | Kim Shumway a Patrick Moss                                    | 22. října 2017     |
| 5            | Clear History     | Deran Sarafian  | David Appelbaum a Erica Saleh                                 | 29. října 2017     |
| 6            | Trojan Horse      | Stephen Kay     | Andrew Dettmann a Joshua Hale Fialkov                         | 5. listopadu 2017  |
| 7            | Trade Secrets     | Adam Davidson   | Matthew Lau                                                   | 12. listopadu 2017 |
| 8            | Denial of Service | Eagle Egilsson  | Kim Shumway                                                   | 19. listopadu 2017 |
| 9            | Proof of Concept  | Roxann Dawson   | Aiyana White                                                  | 26. listopadu 2017 |
| 10           | Live Stream       | Milan Cheylov   | David Appelbaum                                               | 10. prosince 2017  |
| 11           | Alpha Test        | Adam Davidson   | Erica Saleh                                                   | 17. prosince 2017  |
| 12           | Root Directory    | Liz Friedlander | Joshua Hale Fialkov                                           | 7. ledna 2018      |
| 13           | The Tipping Point | Eric Laneuville | námět: Andrew Dettmann scénář: Andrew Dettmann a Patrick Moss | 14. ledna 2018     |